# Yes (zespół muzyczny)
Yes – brytyjska grupa rockowa będąca przedstawicielem progresywnego rocka, lecz najczęściej jej muzykę określa się jako rock symfoniczny. Yes wypracowała bardzo charakterystyczne, głębokie brzmienie, oparte na skomplikowanych harmoniach, złożonych rytmach oraz wirtuozerii warsztatowej. Jej członkowie wykorzystują instrumenty akustyczne, elektryczne i elektroniczne. Grupa została założona w 1968 i jest aktywna do dziś. W 2017 zespół został wprowadzony do Rock and Roll Hall of Fame.

## Historia grupy
Progresywny zespół rockowy Yes został założony w 1968 r. przez Jona Andersona (śpiew, gitara akustyczna, mandolina, harfa, instrumenty perkusyjne) i Chrisa Squire’a (gitara basowa). Dołączyli do nich Tony Kaye (instrumenty klawiszowe), Peter Banks (gitara) i Bill Bruford (perkusja). Pierwszymi poważnymi występami nowo powstałej grupy było otwarcie koncertu progresywnej grupy The Nice i, później, otwarcie pożegnalnego koncertu legendarnej grupy bluesrockowej Cream.
Dwa pierwsze albumy grupy Yes (1969) i Time and a Word (1970), choć zawierały sporo piosenek obcego autorstwa (The Beatles, Paul Simon, The Byrds), dały przedsmak późniejszego brzmienia zespołu. Wydany w 1971 The Yes Album ujawnia już wszystkie atrybuty Yes, które staną się wizytówką grupy przez następne trzydzieści lat.
Przed nagraniem The Yes Album z grupy odszedł Peter Banks. Jego miejsce zajął gitarzysta Steve Howe, którego pierwszym wkładem w muzykę grupy stały się utwory Clap i Yours Is no Disgrace.
W połowie roku 1971 z grupy odszedł Tony Kaye (instrumenty klawiszowe). Zastąpił go charyzmatyczny pianista Rick Wakeman, występujący wcześniej w progresywno-folkowej grupie The Strawbs, rozpoczynający w tym czasie swą karierę solową. Od tego momentu Yes zasługuje w pełni na miano supergrupy. Wtedy też ostatecznie wykształciło się w pełni charakterystyczne brzmienie zespołu, oparte na pasażach gitarowych Steve’a Howe’a, agresywnej, lecz melodyjnej gitarze basowej Chrisa Squire’a, charakterystycznym brzmieniu syntezatorów Wakemana oraz naturalnej, wysokiej barwie głosu Andersona śpiewającego kontratenorem, który stał się sygnaturą grupy. W tym składzie grupa nagrała w 1971 r. płytę Fragile.
Nagrany i wydany w 1972 r. album Close to the Edge przez krytyków uważany jest za szczytowe osiągnięcie grupy.
Zawiera tylko trzy utwory: tytułowy, wieloczęściowy utwór cykliczny, wypełniający całą pierwszą stronę płyty, oraz dwa krótsze utwory na drugiej stronie. Niedługo po nagraniu albumu grupę opuścił Bill Bruford, by dołączyć do innej progresywnej formacji King Crimson. Jego miejsce zajął Alan White, sesyjny muzyk nagrywający wcześniej z wieloma czołowymi muzykami brytyjskimi. W porównaniu do delikatnego, melodyjnego i bardzo poprawnego stylu Bruforda, White wnosił więcej swobody i żywiołowości.
W roku 1973, w czasie azjatyckiego tournée zespołu, w Japonii uwagę Jona Andersona przykuła książka Autobiografia jogina. W szczególności zainteresowanie jego wzbudziła czteroaspektowa, mistyczna filozofia shastrick obejmująca wszystkie dziedziny życia: religię, życie społeczne, naukę i architekturę. Anderson postanowił na kanwie tej filozofii stworzyć rozbudowaną suitę, która ma się stać opus magnum grupy. Po wielu miesiącach pracy w końcu 1973 został opublikowany podwójny album Tales from Topographic Oceans (Opowieści z Topograficznych Oceanów), zawierający cztery dwudziestominutowe kompozycje. Podstawą filozofii shastric jest odkrywanie wiedzy przez studiowanie przeszłości.
Tournée koncertowe promujące nowy album (nową muzykę grano w całości) stało się przedsięwzięciem wyczerpującym dla członków grupy. Koncerty były też nużące dla słuchaczy. Porcja nowej muzyki była zbyt duża, a fani nie mieli zbyt wiele czasu na zapoznanie się z nią przed występami grupy. Zabrakło też czasu na zagranie większości starszych utworów, na które oczekiwano. Ostatecznie album podzielił słuchaczy na tych, którzy uznali go za szczytowe osiągnięcie zespołu i na tych, którzy uznali za niepotrzebną ekstrawagancję. Jak się potem okazało album podzielił i grupę. Po zakończeniu tournée odejście z Yes ogłosił Rick Wakeman. Oficjalnie by poświęcić się karierze solisty. Jak potem sam przyznał, właściwym powodem był kierunek artystyczny obrany przez pozostałych członków grupy, głównie Andersona i Howe’a. Sam Wakeman był zwolennikiem bardziej zwięzłych i stylistycznie spójniejszych form muzycznych.
Odejście Wakemana postanowiło grupę w bardzo trudnej sytuacji. Wakeman był jednym z najbardziej znanych jej członków. Zaczęto poszukiwać więc nowego, równie charyzmatycznego pianisty. Przez krótki okres pod uwagę brany był grecki mistrz klawiatury Vangelis, z którym zaprzyjaźnił się Jon Anderson, jednak gdy okazało się, że pozostali członkowie zespołu mają diametralnie inne podejście do sposobu tworzenia muzyki, wybór padł na szwajcarskiego pianistę Patricka Moraza. Moraz do grupy dołączył w końcowym okresie nagrywania nowego albumu, tak że udział jego w tworzeniu muzyki był bardzo niewielki. W porównaniu do Wakemana Moraz znacznie chętniej zapuszczał się w swoich wycieczkach w rejony jazzu, jego improwizacje były bardziej swobodne, jednakże koncerty promocyjne ujawniły brak scenicznej charyzmy nowego „klawiszowca”.
Nowy album Relayer był powrotem do koncepcji albumu wypełnionego trzema utworami, rozpiętymi na dwóch stronach winylowego krążka. Po wydaniu Relayer, rok po roku, grupa odbyła trzy wielkie trasy koncertowe, jednakże nie wydała żadnego premierowego materiału. Dla wielu było to oznaką rozpadu, tym bardziej że praktycznie każdy członek grupy wydał w tym czasie swój solowy album. Niespodziewany dla wielu powrót grupy nastąpił w roku 1977, kiedy wydano album Going for the One. Niespodzianką był powrót do grupy Wakemana. Album odniósł wielki sukces na całym świecie, czego świadectwem było pierwsze miejsce na brytyjskich listach, a także zwycięstwo zespołu w plebiscycie na zespół roku 1977 brytyjskiego tygodnika Melody Maker. Rok później ukazuje się płyta Tormato, która spotkała się z mniej przychylnym przyjęciem publiczności.
Brak sukcesu albumu, zmiana pokoleniowa i ogólny kryzys w świecie muzycznym związanym z ekspansją punk rocka, spowodował dalsze zmiany personalne. Od grupy odeszli Anderson i, ponownie, Wakeman. Pozostali starali się ratować zespół dokooptowując nowego wokalistę/producenta Trevora Horna i pianistę Geoffa Downesa (tworzących duet The Buggles). Grupa w nowym składzie w 1980 r. nagrywała album Drama, na którym starała się odświeżyć swój tradycyjny styl. Mimo entuzjastycznych recenzji nowego albumu oraz całkiem udanej trasy koncertowej, zespół rozpadł się. Downes i Howe sformowali inną supergrupę rockową Asia, natomiast Squire i White, po wydaniu singla „Run with the Fox” (ze słowami Petera Sinfielda) założyli wspólnie ze znanym zarówno z kariery solowej, jak i współpracy z grupą Manfreda Manna południowoafrykańskim gitarzystą Trevorem Rabinem zespół Cinema. W czasie nagrywania albumu do zespołu przyłączył się Tony Kaye, a później Jon Anderson, po czym grupa wróciła do nazwy Yes. Producentem i inżynierem dźwięku został Trevor Horn, jest on także wymieniany jako współkompozytor części utworów. W rezultacie powstał soft rockowy, nie pozbawiony jednak większych ambicji, album zatytułowany 90125 (od numeru katalogowego), którego główną zaletą była produkcja (m.in. zastosowanie po raz pierwszy loopów perkusyjnych). Z tego albumu pochodzi radiowy przebój Owner of a Lonely Heart, a także instrumentalna kompozycja Cinema (za którą zespół zdobył nagrodę Grammy). W roku 1987 Yes w niezmienionym składzie nagrywał album Big Generator. Stylistycznie jest on kontynuacją poprzedniego, lecz nie zawiera ani jednego przeboju.
Gdy po roku milczenia wydawało się, że ostateczny rozpad grupy stał się faktem, Yes wróciło do życia i to jako dwie konkurujące z sobą grupy (także i w sądach, walcząc do prawa używania nazwy Yes). Ostatecznie Anderson i Howe, do których dołącza Wakeman i Bill Bruford, sformowali grupę Anderson Bruford Wakeman Howe (w skrócie ABWH) i wydali w 1989 r. eklektyczną, lecz bardziej nawiązującą do klasyki niż Big Generator płytę o tym samym tytule. Na początku 1991 r. Steve Howe brał udział w nagraniu piosenki grupy Queen – Innuendo. W tym samym czasie w Kalifornii ABWH przystąpił do nagrania kolejnego albumu. Okazało się wówczas, że w tym samym czasie i miejscu nagrywał Yes pod wodzą Chrisa Squire’a (w składzie z Alanem White’em, Trevorem Rabinem, Billym Sherwoodem i Tonym Kaye’em). Gdy muzycy się spotkali, dawne urazy poszły w niepamięć i powstał projekt wspólnego nagrania płyty. Materiały nagraniowe przejęła wytwórnia płytowa i opracowała je bez zgody zespołu (m.in. dogrywając partie gitarowe i klawiszowe – w nagraniu wzięło udział aż 11 dodatkowych klawiszowców!) Powstał Union, album uważany za najgorszy w całej dyskografii grupy. Jedynym korzystnym efektem współpracy okazała się spektakularna, ogólnoświatowa trasa „Union Tour”, w którą zespół wybrał się w całym swym ośmioosobowym składzie.
W 1994 r. muzycy przystąpili do nagrywania kolejnego albumu, tym razem w składzie: Anderson, Kaye, Rabin, Squire i White. Produktem sesji był album Talk, uważany za najciekawszy z całego dorobku Yes ery Trevora Rabina. Talk jest pierwszą na świecie płytą nagraną w całości przy użyciu cyfrowego zapisu dźwięku (na dyskach twardych) i komputerowej jego obróbki. Płyta wydana niejako po cichu, bez reklamy, nie okazała się komercyjnym przebojem. Po udanej trasie (przez fanów uważanej za jedną z najciekawszych w historii zespołu) z kolegami z zespołu pożegnał się Trevor Rabin, który zamierzał poświęcić się karierze kompozytora muzyki filmowej.

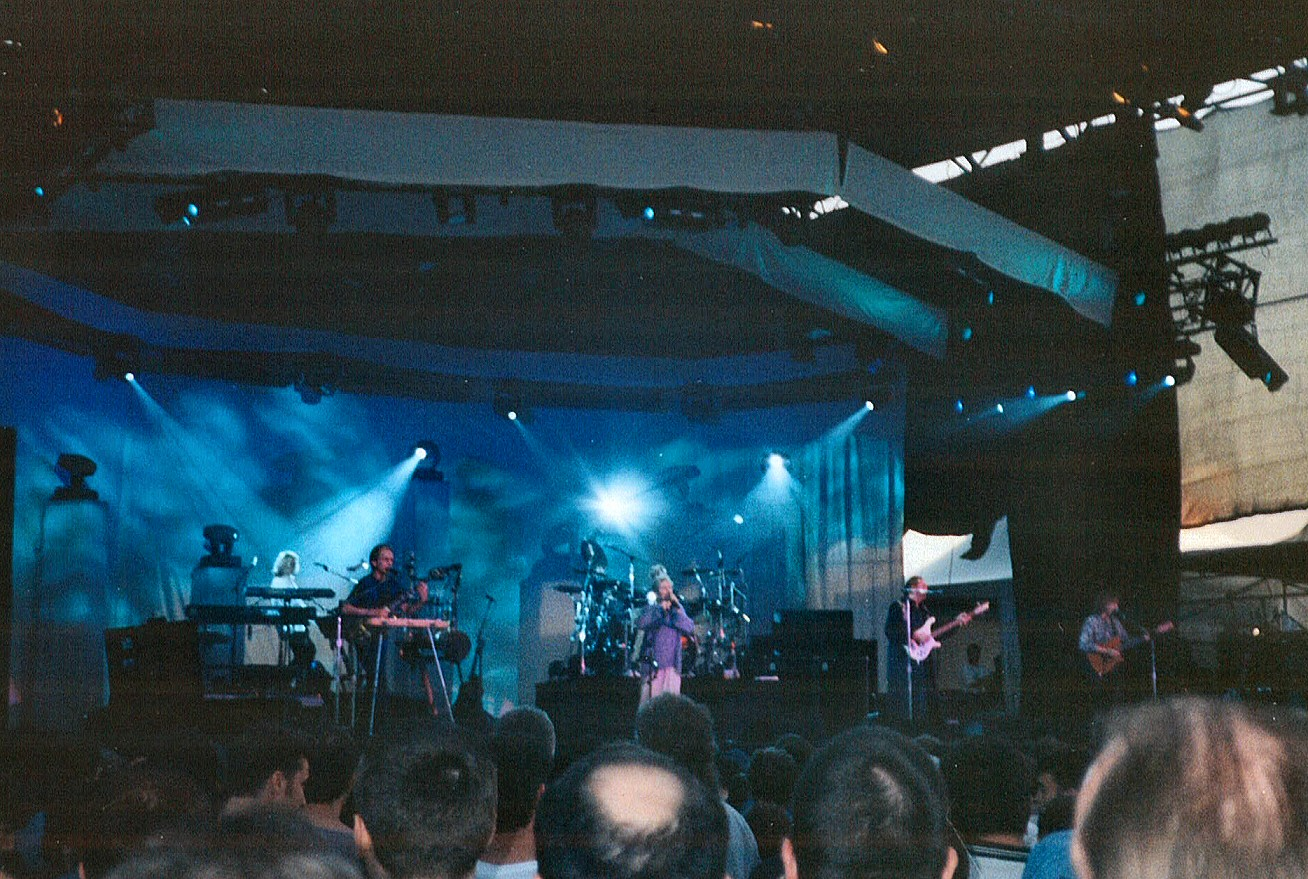
Yes live 1998

W roku 1996 grupa powróciła do swego klasycznego składu Anderson, Howe, Squire, Wakeman i White. Dali oni dwa długie koncerty w St. Louis, na których grane były tylko klasyki z lat 1969–1978. Koncert został nagrany i sfilmowany. Na jego podstawie powstało wideo (wydane także na DVD) oraz dwa podwójne albumy, oba zatytułowane Keys to Ascension. Na albumach, oprócz muzyki nagranej na żywo, znalazł się nowy materiał studyjny. Wkrótce jednak po raz kolejny odchodzi Wakeman. Na jego miejsce zatrudniony został Igor Choroszew – emigrant z Rosji mieszkający od niewielu lat w USA. Nowym członkiem zespołu jest również Billy Sherwood (aczkolwiek był on nieoficjalnym członkiem zespołu Yes tuż przed nagraniem Union, występował na trasie promującej płytę Talk w roku 1994, był też producentem niektórych utworów studyjnych na Keys To Ascension). Pierwszy album nagrany po odejściu Wakemana to Open Your Eyes (1997). Płyta powstała przez przearanżowanie i dogranie partii Choroszewa, Howe’a i Andersona do projektu Billy’ego Sherwooda i Chrisa Squire’a zatytułowanego Conspiracy. Podczas trasy promującej tę płytę zespół po raz pierwszy odwiedził Polskę (występując trzykrotnie: w Katowicach, Poznaniu i w Warszawie). Kolejny album, zatytułowany The Ladder (1999) zawiera bardziej zróżnicowany materiał, jak na przykład związany z grą komputerową Homeworld długi utwór o takim samym tytule, czy też The Messenger w stylu reggae. Po zakończeniu trasy The Ladder Tour z zespołu odszedł Sherwood, natomiast po zakończeniu następnego tournée The Masterworks Tour, podczas którego zespół grał swoje klasyczne kompozycje, Igor Choroszew został wykluczony z grupy w wyniku swojego zachowania w czasie koncertu w Waszyngtonie, po czym grupa postanowiła obyć się bez klawiszowca i nagrać kolejną płytę jako kwartet, wspomagany orkiestrą symfoniczną. Z tego eksperymentu zrodził się album zatytułowany Magnification. W następującej po nim trasie koncertowej, grupę w USA wspomagały lokalne orkiestry symfoniczne, natomiast w europejskiej trasie koncertowej zespołowi towarzyszyła orkiestra z Polski. Yes dał wtedy także dwa koncerty w Polsce.
Rok 2002 przyniósł kolejną zmianę personalną – do grupy powrócił Rick Wakeman. Pierwszym przedsięwzięciem grupy z jego udziałem była potężna trasa koncertowa z okazji 35. rocznicy powstania grupy, obejmująca Amerykę Północną (dwukrotnie), Europę, Azję i Oceanię. Po zakończeniu tournée zespół planował nagranie kolejnego albumu, jednak od jakiegoś czasu jego członkowie koncentrowali się na działalności w ramach innych projektów (solowych bądź pod szyldem innych grup – np. gitarzysta Steve Howe w roku 2006 związał się z reaktywowaną w oryginalnym składzie formacją Asia).
Obok płyt studyjnych Yes zasłynęło jako grupa koncertująca. Techniczna wirtuozeria muzyków oraz niestosowanie overdubbingu w pracy studyjnej, powoduje, że grupa jest w stanie odtworzyć na scenie muzykę z wielką wiernością i precyzją.
W marcu 2008 zespół ogłosił plany trasy koncertowej po kontynencie północnoamerykańskim, w której Ricka Wakemana miał zastąpić jego syn, Oliver Wakeman. Trasa została odwołana w czerwcu 2008 w związku ze stanem zdrowia Jona Andersona. Początkowo dalszy związek Jona Andersona z zespołem Yes pozostawał niejasny. Wokalista wypoczywał po przejściu gwałtownych ataków astmy w maju 2008.
We wrześniu 2008 ogłoszono plany kolejnej trasy, która rozpoczęła się w listopadzie, a jako wokalista zamiast Andersona występował Benoît David. Pochodzi on z Quebec i występował na co dzień w grupie „Close To The Edge” grającej covery Yes. W istocie był on wówczas wokalistą kanadyjskiej grupy Mystery. Po raz kolejny Yes w składzie (Steve Howe, Chris Squire, Alan White, Benoit David oraz Oliver Wakeman) koncertował w Polsce 30 października 2009 w hali katowickiego Spodka.
Na przełomie 2010 i 2011 Yes w składzie David, Squire, Howe, White, Geoff Downes (który zastąpił Oliviera Wakemana) nagrał nową płytę Fly From Here. Płyta miała się ukazać w lipcu 2011. Producentem płyty był Trevor Horn. 13 czerwca 2011 ukazał się pierwszy od 10 lat singel zespołu, We Can Fly, będący radiową wersją kompozycji tytułowej. Opublikowany został w formie elektronicznej m.in. przez magazyn Rolling Stone.
W 2014 zespół nagrał kolejną płytę Heaven And Earth, już z nowym wokalistą, którym został Jon Davison.
27 czerwca 2015 zmarł Chris Squire i od tego momentu w zespole nie ma już członków założycieli. W 2018 na trasie promującej 50-lecie zespołu gościnny udział wzięli Tony Kaye oraz Patrick Moraz, a trasa została upamiętniona płytą 50 Live. Również w tym roku zespół wydał na nowo album „Fly From Here” z dopiskiem „Return Trip”, gdzie zamiast Benoit Davida zaśpiewał Trevor Horn.  
W 2021 ukazał się nowy album studyjny „The Quest”, pierwszy po śmierci Squire'a, na gitarze basowej zagrał na nim Billy Sherwood, który dołączył na stałe do grupy.
26 maja 2022 zmarł perkusista Alan White, na krótko przed śmiercią zespół poinformował, że White nie weźmie udziału w nadchodzącej trasie promującej 50-lecie wydania albumu „Close To The Edge”. Zastąpi go Jay Schellen (który już wcześniej wspomagał zespół na koncertach), zespół poinformował także że trasa będzie zadedykowana zmarłemu koledze z zespołu.
W 2023 zespół ogłosił oficjalnie przyjęcie Shellena jako stałego członka. W marcu 2023 ogłoszono tytuł i datę wydania kolejnej płyty „Mirror to the Sky”, zaplanowanej na 19 maja 2023.

## Skład

### Obecny skład zespołu
- Steve Howe – gitara, śpiew (1970-1981, 1990–1992, 1995–2004, od 2008)
- Jon Davison – śpiew (od 2012)
- Geoff Downes – instrumenty klawiszowe (1980–1981, od 2011)
- Billy Sherwood – gitara basowa, śpiew (2015-, początkowo w zastępstwie chorego Chrisa Squire’a), gitary, instrumenty klawiszowe, śpiew (1997–2000)
- Jay Schellen – perkusja (od 2017- początkowo jako muzyk wspomagający)

### Byli członkowie
- Jon Anderson – śpiew, gitara akustyczna, mandolina, harfa, instrumenty perkusyjne (1968–1980, 1983-2004)
- Peter Banks – gitara (1968–1970)
- Tom Brislin – instrumenty klawiszowe (2001–2002)
- Bill Bruford – perkusja (1968–1972, 1990–1992)
- Benoit David – śpiew (2008–2011)
- Trevor Horn – śpiew, producent (1980–1981)
- Tony Kaye – instrumenty klawiszowe (1968–1971, 1983–1994)
- Igor Khoroshev – instrumenty klawiszowe (1997−2000)
- Patrick Moraz – instrumenty klawiszowe (1974–1976)
- Trevor Rabin – gitara, śpiew, instrumenty klawiszowe (1983–1994, podczas koncertu „Prince’s Trust w 2004, jako gość specjalny, wystąpił podczas jednego koncertu w Los Angeles w 2011)
- Chris Squire – gitara basowa, śpiew (1968-1981, 1983-2004, 2008–2015)
- Rick Wakeman – instrumenty klawiszowe (1971–1974, 1976–1980, 1990–1992, 1995–1997, 2002–2004)
- Oliver Wakeman(inne języki) – instrumenty klawiszowe (2008–2011)
- Alan White – perkusja (1972–1981, 1983-2004, 2008-2022)

## Dyskografia

### Albumy studyjne
| Rok                            | Tytuł                                                                             | Pozycja na liście | Pozycja na liście | Pozycja na liście | Pozycja na liście | Pozycja na liście | Pozycja na liście | Certyfikat                        |
| Rok                            | Tytuł                                                                             | USA               | GBR               | CHE               | NOR               | NLD               | SWE               | Certyfikat                        |
| ------------------------------ | --------------------------------------------------------------------------------- | ----------------- | ----------------- | ----------------- | ----------------- | ----------------- | ----------------- | --------------------------------- |
| 1969                           | Yes - Data: 25 lipca 1969 - Wydawca: Atlantic Records                             | –                 | –                 | –                 | –                 | –                 | –                 |                                   |
| 1970                           | Time and a Word - Data: 24 lipca 1970 - Wydawca: Atlantic Records                 | –                 | 45                | –                 | –                 | –                 | –                 |                                   |
| 1971                           | The Yes Album - Data: 19 lutego 1971 - Wydawca: Atlantic Records                  | 40                | 4                 | –                 | –                 | 15                | –                 | - RIAA: platyna                   |
| 1971                           | Fragile - Data: 26 listopada 1971 - Wydawca: Atlantic Records                     | 4                 | 7                 | –                 | –                 | 12                | –                 | - RIAA: 2x platyna - BPI: platyna |
| 1972                           | Close to the Edge - Data: 13 września 1972 - Wydawca: Atlantic Records            | 3                 | 4                 | –                 | –                 | 1                 | –                 | - RIAA: platyna - BPI: platyna    |
| 1973                           | Tales from Topographic Oceans - Data: 14 grudnia 1973 - Wydawca: Atlantic Records | 6                 | 1                 | –                 | 8                 | 13                | –                 | - RIAA: złoto - BPI: złoto        |
| 1974                           | Relayer - Data: 13 grudnia 1974 - Wydawca: Atlantic Records                       | 5                 | 4                 | –                 | 18                | 14                | –                 | - RIAA: złoto                     |
| 1977                           | Going for the One - Data: 22 lipca 1977 - Wydawca: Atlantic Records               | 8                 | 1                 | –                 | 7                 | 10                | 10                | - RIAA: złoto - BPI: złoto        |
| 1978                           | Tormato - Data: 20 września 1978 - Wydawca: Atlantic Records                      | 10                | 8                 | –                 | 9                 | 14                | 18                | - RIAA: platyna - BPI: złoto      |
| 1980                           | Drama - Data: 22 sierpnia 1980 - Wydawca: Atlantic Records                        | 18                | 2                 | –                 | 11                | 15                | 19                | - RIAA: platyna - BPI: srebro     |
| 1983                           | 90125 - Data: 14 listopada 1983 - Wydawca: Atco Records                           | 5                 | 16                | 3                 | 8                 | 2                 | 7                 | - RIAA: 3x platyna - BPI: złoto   |
| 1987                           | Big Generator - Data: 28 września 1987 - Wydawca: Atco Records                    | 15                | 17                | 22                | –                 | 21                | 14                | - RIAA: platyna - BPI: złoto      |
| 1991                           | Union - Data: 30 kwietnia 1991 - Wydawca: Arista Records                          | 15                | 7                 | 16                | –                 | 13                | 32                | - RIAA: platyna                   |
| 1994                           | Talk - Data: 21 marca 1994 - Wydawca: Victory Records                             | 33                | 20                | 29                | –                 | 31                | 31                |                                   |
| 1997                           | Open Your Eyes - Data: 24 listopada 1997 - Wydawca: Eagle, Beyond Music           | 151               | 105               | –                 | –                 | –                 | –                 |                                   |
| 1999                           | The Ladder - Data: 20 września 1999 - Wydawca: Eagle, Beyond Music                | 99                | 36                | –                 | –                 | –                 | –                 |                                   |
| 2001                           | Magnification - Data: 10 września 2001 - Wydawca: Eagle, Beyond Music             | 186               | 71                | –                 | –                 | 81                | –                 |                                   |
| 2011                           | Fly from Here - Data: 22 czerwca 2011 - Wydawca: Frontiers Records, Avalon        | 36                | 30                | 39                | 24                | 43                | 31                |                                   |
| 2014                           | Heaven & Earth - Data: 16 lipca 2014 - Wydawca: Frontiers Records                 | –                 | –                 | –                 | –                 | –                 | –                 |                                   |
| 2021                           | The Quest - Data: 1 października 2021 - Wydawca: InsideOut Music, Sony Music      | –                 | 20                | 5                 | 38                | 54                | –                 |                                   |
| 2023                           | Mirror to the Sky - Data: 19 maja 2023 - Wydawca: InsideOut Music                 | –                 | -                 | -                 | -                 | -                 | –                 |                                   |
| „–” pozycja nie była notowana. |                                                                                   |                   |                   |                   |                   |                   |                   |                                   |

### Albumy koncertowe
| 1973  | Yessongs - Data: 18 maja 1973 - Wydawca: Atlantic Records                                                  | 12 | 7   | 32 | - RIAA: platyna |  |  |  |  |
| 1980  | Yesshows - Data: 19 grudnia 1980 - Wydawca: Atlantic Records                                               | 43 | 22  | –  | - BPI: srebro   |  |  |  |  |
| 1985  | 9012Live: The Solos - Data: 7 listopada 1985 - Wydawca: Atlantic Records                                   | 81 | 44  | –  |                 |  |  |  |  |
| 1996  | Keys to Ascension - Data: 28 października 1996 - Wydawca: Essential Records                                | 99 | 48  | –  |                 |  |  |  |  |
| 1997  | Keys to Ascension 2 - Data: 3 listopada 1997 - Wydawca: Essential Records                                  | –  | 62  | –  |                 |  |  |  |  |
| 1997  | Something’s Coming: The BBC Recordings 1969–1970 - Data: 14 października 1997 - Wydawca: Cleopatra Records | –  | –   | –  |                 |  |  |  |  |
| 2000  | House of Yes: Live from House of Blues - Data: 25 września 2000 - Wydawca: Eagle Records, Beyond Music     | –  | 154 | –  |                 |  |  |  |  |
| 2005  | The Word Is Live - Data: 23 sierpnia 2005 - Wydawca: Rhino Records                                         | –  | –   | –  |                 |  |  |  |  |
| 2011  | Union Live - Data: 6 stycznia 2011 - Wydawca: Voiceprint Records                                           | –  | –   | –  |                 |  |  |  |  |
| 2011  | In the Present: Live From Lyon - Data: 24 listopada 2011 - Wydawca: Frontiers Records                      | –  | –   | –  |                 |  |  |  |  |
| 2017. | Topographic Drama Wydany 24 listopada 2017                                                                 |    |     |    |                 |  |  |  |  |

### Kompilacje
| 1975                           | Yesterdays - Data: 28 lutego - Wydawca: Atlantic Records                                                   | 17  | 27 | – |                               |
| 1981                           | Classic Yes - Data: 30 listopada 1981 - Wydawca: Atlantic Records                                          | 142 | –  | – | - RIAA: platyna - BPI: srebro |
| 1991                           | Yesyears - Data: 6 sierpnia 1991 - Wydawca: Atco Records                                                   | –   | –  | – |                               |
| 1992                           | Yesstory - Data: 15 września 1992 - Wydawca: Atco Records                                                  | –   | –  | – |                               |
| 1993                           | Highlights: The Very Best of Yes - Data: 21 września 1993 - Wydawca: Atlantic Records                      | –   | –  | – | - RIAA: złoto                 |
| 1998                           | Yes, Friends and Relatives - Data: 1998 - Wydawca: Eagle Records                                           | –   | –  | – |                               |
| 2000                           | The Best Of Yes - Data: 2000 - Wydawca: Sanctuary Records                                                  | –   | –  | – |                               |
| 2001                           | Keystudio - Data: 21 maja 2001 - Wydawca: Sanctuary Records                                                | –   | –  | – |                               |
| 2002                           | Yestoday - Data: 2002 - Wydawca: Rhino Records                                                             | –   | –  | – |                               |
| 2002                           | In A Word - Data: 30 lipca 2002 - Wydawca: Rhino Records                                                   | –   | –  | – |                               |
| 2003                           | The Ultimate Yes: 35th Anniversary Collection - Data: 28 lipca 2003 - Wydawca: Warner Music, Rhino Records | 131 | 10 | – | - BPI: złoto                  |
| „–” pozycja nie była notowana. | |     |    |   |                               |

## Nagrody i wyróżnienia
- Nagrody Grammy
  - 1984 singel Cinema w kategorii najlepszy rockowy utwór instrumentalny[1]
- Piosenka Roundabout została umieszczona na liście 500 piosenek które ukształtowały rock utworzonej przez Rock and Roll Hall of Fame.